# سرعین التحتا
سرعین التحتا (به عربی: سرعين التحتا) یک منطقهٔ مسکونی در لبنان است که در شهرستان بعلبک واقع شده‌است.